# Independencia (departement van Chaco)
Independencia is een departement in de Argentijnse provincie Chaco. Het departement (Spaans:  departamento) heeft een oppervlakte van 1.871 km² en telt 20.620 inwoners.

## Plaatsen in departement Independencia
- Avia Terai
- Campo Largo
- Napenay